# 東海窟
東海窟，是台灣新竹縣竹北市的一個傳統地域名稱，位於該市東部。相較於今日行政區，其範圍大致包括東海里西南部不含最西南端、東興里東部豆子埔溪及犁頭山溪所夾地區。
本地區東興路以西、興隆路以北為「新竹高鐵特區」的一部分。

## 歷史
台灣清治末期至日治前期，東海窟地區為一街庄，稱為「東海窟庄」，隸屬於竹北一堡。該庄輪廓呈東南—西北方向狹長形，西北與豆仔埔庄為鄰，東北與犁頭山下庄、三崁店庄為鄰，西南邊為隘口庄、十興庄、安溪藔庄。
1901年（日治明治三十四年）11月，全台廢縣廳改設二十廳，該庄隸屬於新竹廳。1909年（明治四十二年）10月，合併二十廳為十二廳，該庄隸屬不變。1920年（大正九年），廢十二廳改設五州二廳，該庄改制為「東海窟」大字，隸屬於新竹州新竹郡六家庄，大字下有「東海窟」、「旱坑子」小字名。1941年（昭和十六年），六家庄與舊港庄合併成立竹北庄，本地區改隸之。
戰後竹北庄改制為竹北鄉，隸屬於新竹縣，大字亦改制為村。1950年桃、竹、苗分治，本地區隸屬不變。1988年，竹北鄉升格為竹北市，村亦改制為里。目前本地區大致為東海里的一部分。

## 交通
縣道120號（東興路一段～二段）是竹北下斗崙至尖石八五大橋的道路，也是頭前溪北岸主要的連絡道路，大致以西北—東南走向經過東海窟地區中部偏南地帶，向西北可前往十興、鹿場、下斗崙並止於省道台1線路口，向東南可前往芎林南郊、橫山（九讚頭）、內灣、尖石等地。

## 學校
- 東海國小

## 產業
- 新竹生物醫學園區（部分）